# Monument - The Soundtrack
Monument - The Soundtrack è il primo album live del gruppo inglese Ultravox, pubblicato nel 1983.
È stato registrato all'Hammersmith Odeon di Londra nel dicembre 1982. La versione originale conteneva cinque tracce live e una traccia da studio, Monument. La riedizione del 1999 contiene due tracce live aggiuntive, Visions in Blue e Passing Strangers.

## Tracce
Versione originale
1. Monument (Cann, Currie) - 3:15
2. Reap the Wild Wind (musica: Cann, Currie, Cross - testo: Ure) – 4:11
3. The Voice (musica: Cann, Cross, Ure, Currie - testo: Ure) - 6:54
4. Vienna (musica: Cann, Currie, Ure, Cross - testo: Ure) - 5:24
5. Mine For Life (musica: Ure, Cross, Currie - testo: Ure) - 4:40
6. Hymn (musica: Cann, Cross, Currie, Ure - testo: Ure) - 5:40

Riedizione 1999
1. Monument - 3:15
2. Reap the Wild Wind – 4:11
3. Visions In Blue - 4:38
4. The Voice - 6:54
5. Vienna - 5:24
6. Passing Strangers - 5:28
7. Mine For Life - 4:40
8. Hymn - 5:40

## Formazione
- Midge Ure: voce, chitarra, percussioni
- Chris Cross: basso, cori, percussioni
- Warren Cann: batteria, cori
- Billy Currie: tastiere, violino, percussioni